# Weida (řeka)
Weida je řeka v Německu. Pramení v nadmořské výšce okolo 500 m, u města Pausa/Vogtl., ve spolkové zemi Sasko. Převážná část jejího toku a povodí se však nachází na území spolkové země Durynsko. Je to levostranný přítok řeky Bílý Halštrov, do které ústí u obce Wünschendorf v nadmořské výšce 210 m. Délka řeky je 57 km. Plocha povodí měří 459 km².

## Větší přítoky
- levé - Auma
- pravé - Triebes, Leuba

## Vodní režim
Průměrný průtok řeky ve městě Weida na 7,0 říčním kilometru (před ústím Aumy) činí 1,64 m³/s. Průměrný průtok v ústí činí 2,5 m³/s.

## Využití
Řeka Weida je využívána především jako zdroj pitné vody. V jejím povodí proto
byla vybudována celá soustava vodních nádrží. Nejvýznamnější jsou nádrže Zeulenroda
a Weida.